# Milord l'Arsouille (cabaret)
Pour le personnage, voir Milord l'Arsouille.
Milord l'Arsouille était un cabaret situé 5 rue de Beaujolais, dans le 1er arrondissement de Paris.
Ce caveau du XVIIe siècle se trouve sous les bâtiments jouxtant notamment le théâtre du Palais-Royal de la rue de Montpensier. Il est classé monument historique.

## Histoire
Le nom de ce cabaret fait référence à Charles de La Battut (1806-1835), un richissime fêtard qui pouvait indifféremment être « milord avec les arsouilles, arsouille avec les milords... » et qui aimait à se déguiser. De ce fait, les Parisiens crurent que sous ces déguisements se cachait son contemporain Lord Seymour (1805-1859), un Anglais résidant en France. Malgré la confusion, le sobriquet Milord l'Arsouille entra dans la légende, 
Le caveau a été le témoin de faits historiques notoires : c'est notamment entre ses murs que, pour la première fois, La Marseillaise a été chantée à Paris au XVIIIe siècle. Un fait devenu étrange quand on sait que Serge Gainsbourg, qui y fit ses débuts, reprit avec fracas l'hymne national deux siècles plus tard.
Sous l'enseigne de Caveau Thermidor qu'il portait à la fin des années 1940, Cora Vaucaire fut un temps son animatrice. Fin 1949, Francis Claude quitte le cabaret Quod libet de Saint-Germain-des-Prés pour reprendre le Caveau Thermidor avec son associé Jacques Jordan et qu'ils rebaptisent Milord l'Arsouille. C'est sous la direction artistique de Francis Claude que cet établissement de la rive droite parisienne va acquérir sa renommée de « cabaret rive gauche. » 
Parmi les premiers chanteurs engagés par Francis Claude, figurent, entre autres, les débutants Léo Ferré et Francis Lemarque. Au début des années 1950, Jacques Brel, Jacques Dufilho, Jean Dannet ou Michèle Arnaud, la nouvelle compagne de Francis Claude, montent sur la scène du Milord. Des voisins viennent en habitués assister aux tours de chant : Jean Cocteau et Mireille, avec son mari Emmanuel Berl, habitent à deux pas. 
Plusieurs événements artistiques notables jalonnent la vie du cabaret : c'est tout naturellement sur la scène du Milord l'Arsouille que Georges Moustaki crée dans les années 1950 sa chanson Milord avant que celle-ci soit reprise avec succès par Édith Piaf en 1959. 
C'est en se rendant en compagnie de Francis Claude chez son artiste-peintre-guitariste-accompagnateur qui désire leur montrer quelques-unes de ses toiles que Michèle Arnaud découvre des compositions musicales de ce Serge Gainsbourg que personne n'a encore chantées et qu'elle s'empresse d'interpréter dès 1957 puis d'enregistrer en 1958. C'est sous son impulsion et celle de Francis Claude que l'auteur-compositeur-interprète Serge Gainsbourg fera ses débuts sur la scène du Milord l'Arsouille dès la fin de l'année 1957.    
Bien d'autres artistes se produiront au Milord avant que celui-ci ferme définitivement ses portes en 1965, entre autres : Guy Béart, Simone Bartel, Jacques Brel, Giani Esposito, Jean Ferrat, Jean-Pierre Lang, Claude Mann, Mouloudji, Christine Sèvres, Jacques Delord, etc.